# Турнір п'яти націй 1991
Турнір п'яти націй 1991 — 62-й турнір із серії Турнірів п'яти націй — щорічної регбійної конкуренції між основними збірними північної півкулі або 97 за рахунком турнір (враховуючи турніри домашніх націй). Турнір проводився з 19 січня по 16 березня 1991 року.
В турнірі взяло участь п'ять команд: Англія, Ірландія, Франція, Шотландія та Уельс. Англія виграла турнір з результатом 21-19 над Францією та здобула Великий Шолом перший раз від 1980 року. Крім цього, вони завоювали Потрійну Корону, Кубок Калькути та Трофей Мілленіума. Друге місце належало Франції, третє — Шотландії, четверте — Ірландії і останнє місце дісталось збірній Уельсу.

## Учасники
У турнірі п'яти націй 1991 року взяли участь команди:
| Країна    | Стадіон              | Місто    | Головний тренер   |
| --------- | -------------------- | -------- | ----------------- |
| Англія    | Твікенем             | Лондон   | Джефф Кук         |
| Франція   | Парк де Пренс        | Париж    | Данієль Дюброка   |
| Ірландія  | Ленсдаун Роуд        | Дублін   | Кіран Фіцджеральд |
| Шотландія | Мюррейфілд           | Единбург | Джим Телфер       |
| Уельс     | Національний стадіон | Кардіфф  | Рон Вальдрон      |

## Таблиця
| Місце | Збірна    | Матчі     | Матчі   | Матчі | Матчі    | Бали | Бали  | Бали    | Результати |
| Місце | Збірна    | Розіграно | Виграно | Нічия | Програно | За   | Проти | Різниця | Результати |
| ----- | --------- | --------- | ------- | ----- | -------- | ---- | ----- | ------- | ---------- |
| 1     | Англія    | 4         | 4       | 0     | 0        | 83   | 44    | +39     | 8          |
| 2     | Франція   | 4         | 3       | 0     | 1        | 91   | 46    | +45     | 6          |
| 3     | Шотландія | 4         | 2       | 0     | 2        | 81   | 73    | +8      | 4          |
| 4     | Уельс     | 4         | 0       | 1     | 3        | 66   | 86    | -20     | 1          |
| 5     | Ірландія  | 4         | 0       | 1     | 3        | 42   | 114   | −72     | 1          |

## Результати

### Перший тиждень
| 19 січня 1991 |

| Франція                                                    | 15 — 9 | Шотландія                               |
| ---------------------------------------------------------- | ------ | --------------------------------------- |
| Пенальті: Камбераберо (2) Дроп-гол: Бланку Камбераберо (2) |        | Пенальті: Чалмерс (2) Дроп-гол: Чалмерс |

| Парк де Пренс, Париж К-ть глядачів: 48,990 Суддя: Е. Ф. Моррісон (Англія) |

| 19 січня 1991 |

| Уельс                      | 6 — 25 | Англія                               |
| -------------------------- | ------ | ------------------------------------ |
| Пенальті: Дженкінс Торбурн |        | Спроби: Тіг Пенальті: Ходгкінсон (7) |

| Національний стадіон, Кардіфф Суддя: Р. Дж. Мегсон (Шотландія) |

### Другий тиждень
| 2 лютого 1991 |

| Ірландія                              | 13 — 21 | Франція                                                                     |
| ------------------------------------- | ------- | --------------------------------------------------------------------------- |
| Спроби: С. Сміт Пенальті: Кіернан (3) |         | Спроби: Кабан Лажіске Реалізація: Камбераберо (2) Пенальті: Камбераберо (3) |

| Ленсдаун Роуд, Дублін К-ть глядачів: 50,000 Суддя: В. Д. Беван (Уельс) |

| 2 лютого 1991 |

| Шотландія | 32 — 12 | Уельс                                                  |
| --- | ------- | ------------------------------------------------------ |
| Спроби: Армстронг Чалмерс Вайт (2) Реалізація: Чалмерс Г. Гастінгс Пенальті: Чалмерс Г. Гастінгс (2) Дроп-гол: Чалмерс |         | Спроби: Форд Реалізація: Торбурн Пенальті: Торбурн (2) |

| Мюррейфілд, Единбург Суддя: Д. Дж. Бішоп (Нова Зеландія) |

### Третій тиждень
| 16 лютого 1991 |

| Уельс                                                                                          | 21–21 | Ірландія                                                                 |
| ---------------------------------------------------------------------------------------------- | ----- | ------------------------------------------------------------------------ |
| Спроби: Арнолд Н. Дженкінс Реалізація: Торбурн (2) Пенальті: Торбурн (2) Дроп-гол: Н. Дженкінс |       | Спроби: Кларк Гейген Муллин Стейпл Реалізація: Б. Сміт Дроп-гол: Б. Сміт |

| Національний стадіон, Кардіфф Суддя: Д. Дж. Бішоп (Нова Зеландія) |

| 16 лютого 1991 |

| Англія                                                         | 21 — 12 | Шотландія             |
| -------------------------------------------------------------- | ------- | --------------------- |
| Спроби: Хеслоп Реалізація: Ходгкінсон Пенальті: Ходгкінсон (5) |         | Пенальті: Чалмерс (4) |

| Твікенем, Лондон Суддя: С. Р. Хілдітч (Ірландія) |

### Четвертий тиждень
| 2 березня 1991 |

| Франція | 36 — 3 | Уельс             |
| --- | ------ | ----------------- |
| Спроби: Бланку Лафонд Меснел Рума Сент-Андре Селя Реалізація: Селя Камбераберо (2) Пенальті: Камбераберо (2) |        | Пенальті: Торбурн |

| Парк де Пренс, Париж К-ть глядачів: 49,370 Суддя: К. Фіцджеральд (Австралія) |

| 2 березня 1991 |

| Ірландія                         | 7 — 16 | Англія                                                                  |
| -------------------------------- | ------ | ----------------------------------------------------------------------- |
| Спроби: Гейген Пенальті: Б. Сміт |        | Спроби: Тіг Р. Андервуд Реалізація: Ходгкінсон Пенальті: Ходгкінсон (2) |

| Ленсдаун Роуд, Дублін Суддя: A. Секон (Франція) |

### П'ятий тиждень
| 16 березня 1991 |

| Шотландія                                                                                         | 28 — 25 | Ірландія                                                                         |
| ------------------------------------------------------------------------------------------------- | ------- | -------------------------------------------------------------------------------- |
| Спроби: Г. Гастінгс С. Гастінгс Стенжер Реалізація: Чалмерс (2) Пенальті: Чалмерс (3) Г. Гастінгс |         | Спроби: Кроссан Гейген Муллин Робінсон Реалізація: Б. Сміт (3) Дроп-гол: Б. Сміт |

| Мюррейфілд, Единбург Суддя: К. Фіцджеральд (Австралія) |

| 16 березня 1991 |

| Англія                                                                              | 21 — 19 | Франція                                                                                       |
| ----------------------------------------------------------------------------------- | ------- | --------------------------------------------------------------------------------------------- |
| Спроби: Р. Андервуд Реалізація: Ходгкінсон Пенальті: Ходгкінсон (4) Дроп-гол: Ендрю |         | Спроби: Камбераберо MesnelМеснел Сент-Андре Реалізація: Камбераберо (2) Пенальті: Камбераберо |

| Твікенем, Лондон К-ть глядачів: 61,000 Суддя: Л. Дж. Перд (Уельс) |